# Lula Monstrinho
Luís dos Santos Costa, mais conhecido como Lula (Maceió, 16 de janeiro de 1942 — Recife, 26 de dezembro de 2014), foi um futebolista brasileiro que atuava como goleiro e jogou por clubes como CSA, Náutico, Corinthians e também na Seleção Brasileira, mas fez história e é ídolo da equipe alvirrubra, onde é um dos maiores goleiros da história do clube.

## Carreira

### CSA
Alagoano, Luís dos Santos Costa começou sua carreira na modesta equipe Esporte Clube Ouricuri, iniciou como meia-esquerda, até que o goleiro principal da equipe sofreu uma contusão no braço, então Lula foi convidado a assumir a função debaixo das traves, de onde não saiu mais. Após se destacar na função, não durou muito para que uma grande equipe alagoana o contratasse, foi então que o CSA trouxe o jogador para fazer parte de seu elenco, e logo no ano de estreia com a camisa do Azulão do Mutange, em 1960, se tornou campeão estadual com apenas 20 anos de idade.

### Náutico
Suas defesas milagrosas na meta da equipe alagoana chamaram a atenção do alvirrubro pernambucano, foi então que em 1962 chegava nos Aflitos o jovem e promissor goleiro Lula. Na sua primeira passagem com a camisa do Timbu, que durou até 1968, Lula vivenciou talvez a melhor fase deu sua carreira, fez parte da histórica e famosa equipe "Os Intocáveis" do Náutico, elenco recheado de craques em todas as posições. As ótimas atuações de Lula lhe renderam o apelido de "Lula Monstrinho", devido a sua qualidade e técnica na meta alvirrubra, principalmente por sua impulsão característica, esse apelido lhe seguiu por toda vida.
O recém batizado monstrinho, mais o famoso ataque das quatro letras: Nino, Nado, Bita e Lala, somados as atuações de Gena e Ivan Brondi além de outros jogadores tão importantes quanto, fizeram um Náutico implacável, o maior e melhor time já formado na história do Clube Náutico Capibaribe, como também uma das maiores equipes já formadas na história do futebol nordestino. Nesse período Lula conquistou nada menos que 13 títulos com a camisa do Náutico: 6 títulos estaduais consecutivos, feito único até os dias de hoje e mais outros 7 títulos a nível regional e inter-regional (a divisão geográfica do país e a usada pela CBD, renomeada CBF posteriormente, eram diferentes das atuais).
A nível nacional, o Náutico e Lula também eram destaque, fazendo ótimas campanhas na Taça Brasil de Futebol, chegando a um vice campeonato em 1967, que carimbou a primeira participação do clube e de Lula em uma competição internacional, a Copa Libertadores da América de 1968.

### Corinthians
Sem dúvida Lula era uma das estrelas do Náutico na década de 1960, quando o “Timbu” mandou no futebol pernambucano, além das ótimas campanhas no cenário regional e nacional, mais precisamente na Taça Brasil. A performance do jovem goleiro logo despertou o interesse das grandes equipes do eixo Rio-São Paulo. Dessa forma, o Sport Club Corinthians Paulista desembolsou um alto valor e firmou o negócio com o goleiro alvirrubro em 1968. Lula chegou ao Parque São Jorge com o status de um dos melhores goleiros do Brasil, tanto que foi convocado para defender a seleção nas eliminatórias para o mundial no México.
Entre 1968 e 1970, Lula realizou grandes partidas e tinha tudo para dar certo no cenário paulista, No Corinthians, Lula era o goleiro principal de um time que tinha como base jogadores como Osvaldo Cunha, Ditão, Luiz Carlos e Pedrinho; Dirceu Alves e Rivelino; Paulo Borges, Tales, Benê e Eduardo. Mas, algumas contusões inesperadas foram determinantes em sua caminhada. Tudo isso somado a evolução do goleiro gaúcho Diogo e a chegada de outro goleiro, o catarinense Ado, Lula não conseguiu mais reencontrar seu caminho no Corinthians. Ao todo foram 59 partidas disputadas e 60 gols sofridos.

### Seleção Brasileira
Com ótimas atuações pelo Náutico e já vestindo a camisa do Corinthians, Lula foi convocado em 1969 por João Saldanha, então técnico da seleção brasileira, para disputar as partidas das eliminatórias para a Copa do Mundo. No dia 24 de agosto do mesmo ano estreou oficialmente pelo Brasil na vitória por 6–0 contra a Venezuela (já havia feito um amistoso contra a Seleção Pernambucana, em 13 de julho 1969).[carece de fontes?] Cotado para ser companheiro do goleiro Félix na meta verde e amarela, acabou se machucando. Lula foi dispensado do elenco da Seleção Brasileira ainda em 1969, pouco depois das eliminatórias da Copa do Mundo do México de 1970.
Em depoimento publicado pela revista Placar em 26 de março de 1971, Lula afirmou que só ficou sabendo de sua dispensa do escrete canarinho por meio dos jornais e revistas da época. antes da convocação oficial. No seu lugar, foi chamado o seu companheiro de Corinthians, o goleiro Ado.

### Sport
Sem espaço na equipe paulista, e cortado da equipe que disputaria a Copa do Mundo do México, Lula não vinha sendo usado na equipe alvinegra, mas ainda sim despertou o interesse de outras equipes. O goleiro precisou manter a forma física nos treinamentos, enquanto aguardava por uma notícia concreta sobre o seu destino. 
O Náutico afirmava possuir um documento assinado pelo diretor de futebol do Corinthians, Idel Aronis, no qual oferecia Lula por empréstimo. Paralelamente, o Sport também alegava ter em mãos um papel assinado pelo mesmo diretor, que fixava o passe de Lula em 370.000 cruzeiros. Foi então que após uma verdadeira batalha burocrática com status de novela, Lula estava de volta o Recife, mas para defender as cores do Sport, em 1970, mas com o passe ainda preso ao Corinthians. Defendeu o rubro-negro pernambucano até o ano de 1971. 

### Náutico
Após o termino do contrato com o Sport e o Corinthians, "Lula Monstrinho", agora com seu passe livre, voltou para o clube onde vivera a melhor fase da carreira ainda em 1971 veio para a disputa do campeonato pernambucano de 1972. Com apenas 30 anos de idade, o goleiro dos "intocáveis" viu acontecer o agravamento de seus problemas na coluna, como já era erradicado no Recife, decidiu dar por encerrada sua carreira futebolística.
“Lula Monstrinho sempre foi um goleiro fora de série, um líder naquele grande time da década de 60. Foi um dos melhores goleiros com quem trabalhei no Náutico, junto com Mazzaroppi e Neneca. A bola por cima era o forte dele. Na altura, ele não perdia uma” – Severino Matias de Carvalho, o Araponga, roupeiro e patrimônio vivo do Clube Náutico Capibaribe.

### Vida Pessoal
Apesar de ter abandonado os gramados, não se livrou do apelido pelo qual ficou conhecido: Lula Monstrinho. Residente da cidade do Recife, o primeiro nome do alagoano era de infância e o segundo veio de suas atuações. Diziam que ele era "um monstro no gol. Com seu 1,83 m, voava para agarrar as bolas, sempre sem luvas, contava que não se sentia seguro usando o acessório. 
Sempre conversador, adorava relembrar histórias da carreira, caso dos jogos em que defendeu chutes do "rei" Pelé. Além de ferrenho torcedor do Náutico, acompanhava também as partidas do Corinthians. Luís dos Santos Costa faleceu vitima de um Câncer na boca ao 72.

## Títulos
CSA
- Campeonato Alagoano: (1960)

Náutico
- Taça Brasil - Zona Norte-Nordeste: (1965, 1966 e 1967)
- Grupo Norte da Taça Brasil: (1964 e 1965)
- Copa dos Campeões do Norte: (1966)
- Torneio Centenário de Campina Grande: (1964)
- Campeonato Pernambucano: (1963, 1964, 1965, 1966, 1967 e 1968)